# 제시 카마초
제시 카마초(Jesse Camacho, 1991년 5월 29일 ~ )는 캐나다의 배우, 텔레비전 배우이다.
몬트리올에서 태어났다.

## 영화
- 위어 스틸 투게더 (2016년)
- 켑트 우먼 (2015년)
- 로스트 애프터 다크 (2015년)
- 클라이드 (2013년)
- 해피 슬래핑 (2011년)
- 더 트로츠키 (2009년)
- 레스 댄 카인드 (2008년)
- 좌충우돌 여름 캠프 (2008년)
- 트웰브 앤 홀딩 (2005년) - 레나드 피셔 역
- 루디 (2003년)